# Xylella fastidiosa
Genre
Espèce

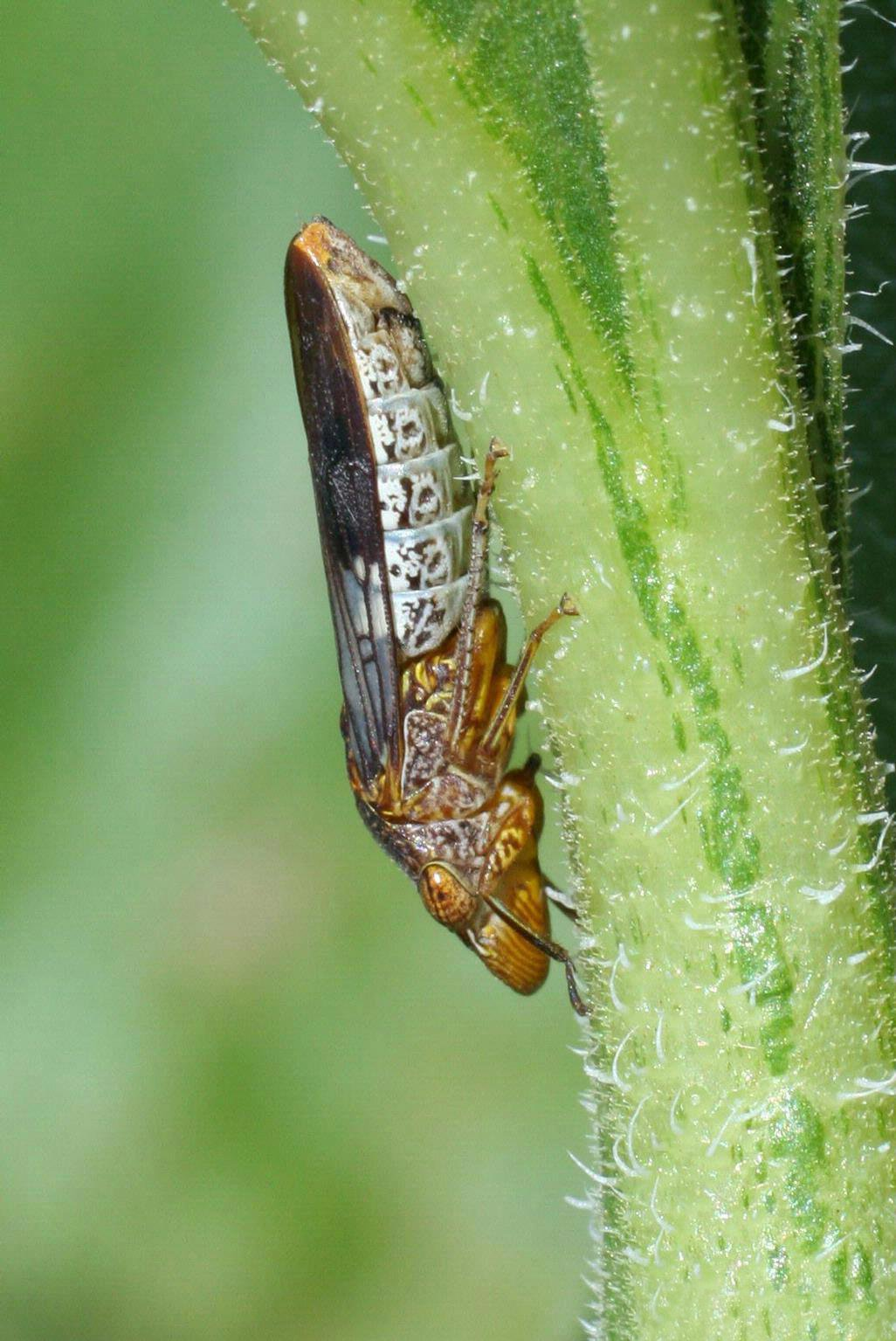
La Cicadelle pisseuse (Homalodisca vitripennis) a été introduite à partir du sud des États-Unis en Californie où elle a été découverte dans la vallée de Temecula en 1996. Cet insecte semble être un nouveau vecteur, très efficace pour certaines souches phytopathogènes pour la vigne, de la bactérie X. fastidiosa et il peut facilement se développer dans le contexte de grandes cultures (rangées de plants génétiquement proches ou identiques)

Xylella fastidiosa est une Gammaproteobacteria de la famille des Xanthomonadaceae.
Xylella fastidiosa est la seule espèce du genre Xylella, et cinq sous-espèces sont décrites : fastidiosa, sandyi, multiplex, pauca, tashke. Cette dernière sous-espèce est moins rencontrée dans la littérature.
Certaines souches sont responsables de maladies mortelles ou potentiellement mortelles chez diverses espèces de plantes cultivées pour l'alimentation humaine, notamment la vigne, l'olivier et les agrumes. Si l'on considère toutes les souches de cette bactérie, on recense dans le monde 309 espèces de plantes sensibles (plantes-hôtes) appartenant à 193 genres et 63 familles, dont 54 familles de dicotylédones, six de monocotylédones et une de gymnospermes (Ginkgoaceae). Toutefois beaucoup de ces plantes peuvent être infectées tout en restant asymptomatiques.

## Étymologie
Le nom générique, Xylella, dérive de xylème et fait référence au fait que cette bactérie est limitée aux tissus vasculaires qui assurent le transport de la sève brute dans la plante.
L'épithète spécifique, fastidiosa, rappelle qu'il s'agit d'une bactérie fastidieuse, c'est-à-dire difficile à cultiver en laboratoire sur milieu artificiel à cause d'exigences nutritionnelles très spécifiques.

## Bactériologie
Les 25 souches de cette bactérie connues en 1987 sont toutes Gram négatives, catalase positives et oxydase négatives, utilisent l'hippurate et produisent de la gélatinase et souvent des beta-lactamases mais pas de bêta-galactosidase, de coagulase ni de lipase, amylase, phosphatase, indole, ou H2S.
Ce sont des aérobies strictes caractérisées par une croissance optimale à 26-28 °C et à un pH de 6,5 à 6,9.
Les anticorps monoclonaux préparés contre la maladie de Pierce ont réagi avec les 25 autres souches.
L'ADN en est composé pour 51 à 53 % (molaire) de guanine et cytosine, et les souches étudiées étaient au moins pour 85 % liées lors de l'hybridation de l'ADN.

## Phytopathogène
C'est un agent pathogène important chez de nombreuses plantes. En effet plus de 300 espèces végétales sont dites plantes « hôtes » de cette bactérie. Elle cause plusieurs maladies comme la « phoney peach disease » du pêcher (dans le sud des États-Unis), le « leaf scorch »  du laurier-rose, la maladie de Pierce de la vigne en Californie, et la chlorose variéguée des agrumes sur des orangers au Brésil ou dans d'autres pays  (la bactérie semble pourvoir infecter tous les cultivars de Citrus sinensis).
Introduite en Europe et identifiée en octobre 2013, elle décime depuis quelques années les oliviers de la région des Pouilles, dans le sud de l'Italie, menaçant depuis son introduction l'ensemble du pourtour méditerranéen. En avril 2015, la France interdit l'importation de végétaux sensibles à la bactérie provenant des régions atteintes. Mais quelques jours plus tard la bactérie est identifiée au marché de Rungis sur un caféier ornemental originaire d'Amérique centrale, et quelques semaines plus tard cette mesure est abrogée. En juillet 2015, la bactérie est trouvée à Propriano en Corse sur un polygale à feuilles de myrte (Polygala myrtifolia) planté en 2010, ainsi que sur des plants de genêts d'Espagne (Spartium junceum). La souche trouvée en Corse est identifiée comme appartenant à la sous-espèce multiplex, différente de celle pauca affectant les oliviers des Pouilles. Début octobre 2015, sa présence est confirmée à Nice dans les Alpes-Maritimes. Début septembre 2020, sa présence est détectée dans l'Aude en Occitanie , et dans le Gard en mai 2022. Seule la souche Xylella fastidiosa subsp. Multiplex -ST6 a été détectée jusqu'à présent en Occitanie .
En 2015, parmi les plantes cultivées en France, la liste des plantes hôtes de la bactérie est portée de 10 à 15 parmi lesquelles figurent la lavande dentée, le romarin, le chêne-liège ou encore le myrte commun. Une campagne de communication est engagée par le ministère de l'agriculture pour inviter le grand public à ne pas « faire voyager » les plantes pour éviter de risque de dissémination de la maladie.

## Plantes hôtes
Xylella fastidiosa est une bactérie très polyphage, qui admet une vaste gamme de plantes hôtes, comprenant de nombreuses espèces de plantes sauvages ou cultivées, souvent des plantes ligneuses mais également certaines plantes herbacées.
La seule sous-espèce Xylella fastidiosa subsp. fastidiosa, agent causal de la maladie de Pierce, compte 132 espèces de plantes-hôtes appartenant à 46 familles différentes.

### Plantes fruitières
Parmi les plantes fruitières susceptibles d'être infectées par la bactérie figurent des espèces de grand intérêt agro-économique appartenant aux genres Vitis (Vitis vinifera, Vitis labrusca, Vitis riparia), Citrus (Citrus spp.) et d'autres agrumes tels que le kumquat, Fortunella), Prunus  (Prunus dulcis, l'amandier, Prunus persica, le pêcher, Prunus salicina, le prunier japonais, Prunus domestica, le prunier cultivé, Prunus cerasifera, le myrobolan), ainsi que les caféiers (Coffea spp.).

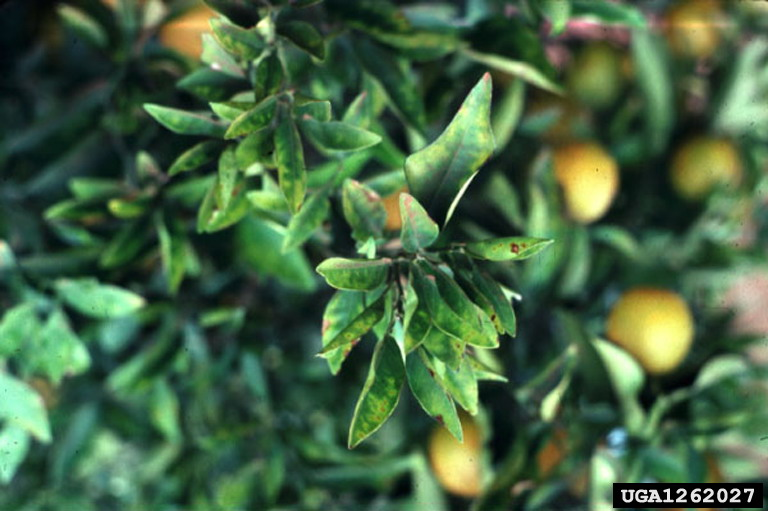
Symptômes de la chlorose variéguée sur oranger (noter la décoloration jaune des feuilles).

Cette bactérie attaque également d'autres espèces fruitières, comme le nashi ou poirier asiatique (Pyrus pyrifolia), l'avocatier (Persea americana), les myrtilliers (Vaccinium corymbosum, Vaccinium virgatum), le pacanier (Carya illinoinensis).
En revanche, les signalements concernant l'olivier (Olea europaea) comme plante hôte sont rarissimes dans la littérature scientifique : certaines études sur ce sujet, publiées en 2014 par Krugner et al., ont été conduites en Californie méridionale après l'annonce d'une augmentation de la mortalité des oliviers dans la région de Los Angeles.
Dans ce cas, bien que la sous-espèce, Xylella fastidiosa subsp. multiplex, ait été souvent trouvée chez des oliviers qui montraient des signes de dépérissement des feuilles et des branches, son caractère pathogène n'a pas été formellement démontré  .
Un autre signalement, en provenance d'Argentine, concerne une autre sous-espèce, Xylella fastidiosa subsp. pauca, et indique des  « manifestations symptomatiques non dissemblables » de celles de l'infection du Salente (Italie), selon une communication personnelle de María Laura Otero à Giovanni Paolo Martelli de l'université de Bari.
La découverte argentine concerne la ville de Córdoba et le nord de la province de La Rioja, sur des plantations de plus de cinquante ans d'une variété locale, « Arauco ».
Les symptômes relevés sont une pourriture lente, une coloration vert-sombre, des pertes partielles et la mort rapide de bourgeons et de rameaux.
La destruction en 2023 de 21 millions d'oliviers dans le sud de l'Italie est attribué à X. Fastidiosa.

### Arbres et arbustes d'ornement
Parmi les plantes ornementales attaquées par la bactérie figurent le platane américain (Platanus occidentalis), l'orme blanc américain (Ulmus americana), le liquidambar (Liquidambar styraciflua), les chênes (Quercus spp.), l'érable rouge (Acer rubrum), le mûrier rouge (Morus rubra) ainsi que le laurier rose (Nerium oleander).

### Plantes herbacées et arbustives
Xylella fastidiosa a été signalée sur la luzerne cultivée (Medicago sativa).
De nombreuses plantes sauvages sont susceptibles d'abriter la bactérie sans montrer de symptômes de pathologie (infections asymptomatiques) : parmi elles  des mauvaises herbes et des plantes rudérales, les lys, et divers arbustes.

## Histoire épidémiologique
En 1887, Newton Barris Pierce (1856–1916), l'un des pionniers de la phytopathologie aux États-Unis, décrit  une nouvelle maladie de la vigne, dont l'agent causal était alors inconnu. Sévissant en Californie depuis le début des années 1880, elle a détruit environ 14 000 hectares de vignobles dans la région de Los Angeles, notamment près d'Anaheim. Cette maladie, baptisée par la suite « maladie de Pierce », est la première forme connue d'une maladie des plantes due à la bactérie Xylella fastidiosa.
Cette bactérie semblait endémique du nord de la Californie. Elle est dans ce contexte favorisant (vastes monocultures de vignes génétiquement peu diversifiées) transportée par un insecte vecteur : la cicadelle Graphocephala atropunctata, appelée « blue-green sharpshooter » aux États-Unis. Durant un siècle environ, elle n'est responsable que de dégâts locaux.
En 1890, une maladie apparentée est signalée aux États-Unis sur le pêcher (Prunus persica). Baptisée échaudure des feuilles du pêcher (« phony peach disease » ou PPD), cette maladie connaît par la suite plusieurs épidémies, en particulier en 1929, 1951 et 1976, principalement en Géorgie.
Elle devient une menace réelle pour l'activité vinicole californienne quand une autre cicadelle (Homalodisca vitripennis ou « glassy-winged sharpshooter ») est introduite en Californie à partir du sud des États-Unis (elle est découverte dans la vallée de Temecula en Californie en 1996). Ce nouvel insecte se montre un bien meilleur vecteur de la bactérie.
Les premières cultures axéniques de cette bactérie (c'est-à-dire exempte de tous germes saprophytes ou pathogènes) ne sont obtenues qu'en 1978.
En 1987, vingt-cinq souches phénotypiquement et génotypiquement proches ont déjà été isolées à partir d'échantillons de dix espèces de plantes malades (vigne, pêcher, pervenche, amandier, prunier, orme, platane, ambroisie, chêne et mûrier). Les cellules sont indépendantes (parfois filamenteuses), immobiles, en forme de bâtonnets, dépourvues de flagelle et d'une taille de 0,25  à   0,35 μm de long sur 0,9  à   3,5 μm de large. Parmi d'autres plantes touchées d'intérêt agricole figure la luzerne cultivée.
L'Europe craint l'introduction de ce pathogène mais celle-ci n'est jamais formellement détectée chez des végétaux plantés jusqu'en 2013 
. Avant cela,la bactérie est interceptée dans du matériel végétal en circulation  mais l'Europe se sent protégée par ses frontières. De l'ADN de Xylella fastidiosa est découvert dans plusieurs végétaux de la région des Pouilles et celui-ci sera petit à petit relié au dépérissement massif des oliviers de la région. À la suite de la découverte de la bactérie en Italie du Sud, des prospections détectent la bactérie dans de nombreux autres territoires européens et un certain nombre de végétaux porteurs de la bactérie sont interceptés alors qu'ils sont en circulation sur le territoire. La bactérie est détectée en Corse  puis en région Provence-Alpes-Côte d'Azur en 2015, dans les Baléares en 2016 . La maladie des oliviers qui ravage les oliviers du Sud de l'Italie est d'une telle ampleur que l'Italie déclare l'état d'urgence sanitaire sur les oliviers des Pouilles de février 2015 à février 2016. Cependant, de nombreuses contestations tant civiles que juridiques et judiciaires entravent le travail des pouvoirs publics. Pour son incapacité à enrayer la propagation de l'organisme nuisible de quarantaine Xylella fastidiosa dans la région des Pouilles, l’Union Européenne adresse une « mise en demeure », puis une « mise en demeure complémentaire », à l'Italie en décembre 2015 et en juillet 2016. En mai 2018, la Commission européenne saisit la Cour européenne de justice pour le manque d'efforts du pays pour stopper la progression de cette bactérie. L’Italie est finalement condamnée le 5 septembre 2019. L'association d'agriculteurs Coldiretti estime que la contamination monte « inexorablement » vers le nord à raison de plus de 2 km par mois, avec en 2019 environ 1,2 milliard d'euros de dégâts pour le pays ; l'association, qui souhaite être autorisée à arracher pour replanter, s'en prend aux autorités régionales et aux systèmes de contrôle européen « qui ont laissé passer du matériel végétal infecté » du Costa Rica via Rotterdam. En Italie, la Toscane (octobre 2018) détecte une nouvelle souche de la bactérie Xylella fastidiosa (Multiplex) dans les oliveraies toscanes.
En Espagne, en 2019 aux Baléares, trois sous-espèces (fastidiosa multiplex, fastidiosa pauca et fastidiosa fastidiosa) sont trouvées à Majorque, Minorque et Ibiza, et sur diverses espèces (vignes, oliviers, lauriers, polygales à feuilles de myrte, mimosa, lavandes, amandiers, cerisiers, frênes, figuier, noyers). Et dans la province d'Alicante, des amandiers (principalement) sont victimes de plusieurs sous-espèces multiplex. La bactérie est aussi identifiée à Madrid (autour d'un olivier).
Au Portugal un premier cas (2019) concerne un parc zoologique à Vila Nova de Gaia (nord du pays).
Selon l'EFSA (en 2019) les oliviers sont les plus touchés (principalement ceux qui ont plus de 30 ans) : amandiers et agrumes le sont aussi, mais avec moins d'effet sur leur productivité. La vigne résisterait le mieux (bien que touchée aux Etats-Unis par une souche de Xylella fastidiosa fastidiosa). En 2019, l'Agence européenne de sécurité des aliments (EFSA) estime que la bactérie pourrait remonter vers le nord en Europe et aussi infecter de nouvelles espèces de plantes. Il n'y a que les pays froids et les zones d'altitude qui sont à l'abri. L'EFSA rappelle qu'aucune solution n'a été trouvée à ce jour pour éliminer la bactérie dans les cultures et que le contrôle des insectes vecteurs est donc crucial. Des tests prometteurs sont en cours au Brésil et dans les Pouilles (Italie). En 2019 après l'Italie, la France (en 2015) et l'Espagne, c'est le Portugal qui est touché. En France en Corse et en Provence-Alpes-Côte d'Azur, elle touche des arbres d'ornement et des zones de maquis méditerranéen et la souche (ou sous-variété) fastidiosa pauca (qui infeste les oliviers des Pouilles en Italie) est détectée à Menton sur des plants de Polygale à feuilles de myrte (Polygala myrtifolia), qui sont détruits, et sur 16 oliviers multi-séculaires, qui sont suivis et protégés contre les insectes .
Une seconde conférence internationale sur ce microbe est annoncée à Ajaccio (Corse) fin octobre 2019.

## Syndromes spécifiques

### Maladie de Pierce (vigne)
Quand une vigne est infectée, les bactéries forment un bouchon dans le xylème, qui empêche la sève brute d'y circuler ; les feuilles de vigne virent alors au jaune et brun, et finalement tombent. Les sarments finissent par dépérir et la vigne peut mourir (en un à cinq ans).
Cette maladie sévit principalement dans le sud-ouest des États-Unis (avec des points chauds isolés près de la Napa River et de la Sonoma River en Californie du Nord, célèbres pour leurs vignobles). Elle est présente aussi au Mexique mais a été ensuite signalée au Costa Rica, au Venezuela, et elle pourrait être présente ailleurs en Amérique centrale et du Sud.
On ne connaît pas encore de cépages totalement résistants ; le chardonnay et le pinot noir y sont particulièrement vulnérables. Les muscats présentent cependant une résistance naturelle.
On a constaté que la proximité des vignobles aux vergers d'agrumes aggrave la menace, car non seulement les agrumes sont un hôte pour les œufs du vecteur Graphocephala atropunctata, ils sont aussi un site d'hivernage apprécié par l'insecte.
De même, les lauriers roses, communément utilisés en aménagement paysager en Californie, servent de réservoir pour la bactérie Xylella fastidiosa
Réactions : Une vaste campagne d'éradication ou de contrôle a été entamée par les viticulteurs américains, soutenu par les administrations et les politiques, mais sans solution efficace à ce jour (Cette famille de bactérie est connue pour ses capacités d'adaptation rapides aux antibiotiques et à la résistance immunitaire de certaines plantes).
La biologie de son nouveau vecteur biologique (Xylella fastidiosa) a beaucoup progressé depuis 2000, grâce à la mise en commun d'importants moyens de recherche par le « California Department of alimentation and agriculture » et plusieurs universités américaines.
La recherche : elle explore les différents aspects de la propagation de la bactérie et de la maladie et les relations entre son principal vecteur et ses plante-hôtes, ainsi que les conséquences socio-économiques des épidémies sur l'économie agricole de la Californie. Tous les chercheurs travaillant sur la maladie de Pierce se réunissent chaque année à San Diego (mi-décembre) pour partager leurs résultats dans leur domaine ; les actes de ce colloque étant ensuite disponible sur un site Web consacré à la maladie de Pierce, développé et géré par le PIPRA.
Une étude en cours (à l'UC Davis) vise à sélectionner ou introduire des gènes de résistance dans la vigne Vitis vinifera.

### Complexe de dessèchement rapide (olivier)
Le CoDiRO (Complexe de dessèchement rapide de l'olivier) est causé par la bactérie Xylella fastidiosa subsp. pauca.
Une épidémie affecte les oliviers de la province de Lecce, en Italie du sud, où des milliers d'arbres sont flétris ou morts depuis 2010. Il n'existe pas de moyen de lutte efficace contre cette maladie, cependant des mesures prophylactiques sont mises en œuvre pour limiter la propagation de la bactérie.

### Nanisme (luzerne)
Le nanisme de la luzerne (Medicago sativa), dû à Xylella fastidiosa subsp. fastidiosa (mais longtemps attribué à un virus) est reconnu depuis les années 1920 dans le sud de la Californie. Il se manifeste par un rabougrissement de la plante, qui présente un feuillage plus sombre (couleur bleuâtre). La racine principale reste d'aspect normal, mais présente, en section, une couleur jaunâtre avec des striures sombres de tissus morts.
Ce n'est pas une maladie importante sur le plan économique, mais les luzernières infectées constituent un réservoir pour la bactérie Xylella fastidiosa susceptible de réinfecter, par l'intermédiaire des cicadelles vectrices, les vignobles voisins sujets à la maladie de Pierce. Bien que la luzerne ne soit pas un hôte préféré pour la « mouche pisseuse » (Homalodisca coagulata), il n'en reste pas moins que la luzerne peut jouer un rôle non négligeable dans l'épidémiologie de la maladie de Pierce en Californie.

## Classification
Le séquençage de l'acide ribonucléique ribosomique 16S les apparente aux Xanthomonadaceae, mais ces bactéries forment bien un groupe distinct nommé Xylella fastidiosa, un nouveau genre ne comprenant qu'une seule espèce (en 1987), classé dans le sous-groupe  gamma des eubactéries.
La souche PCE-RR (ATCC 35879) a été désignée comme étant la souche type.

## Recherche

### Séquençage du génome
Le séquençage du génome de plusieurs souches de Xylella fastidiosa a été réalisé. Le premier a été celui de la souche 9a5c provoquant la chlorose panachée des agrumes par une collaboration de plus de 30 laboratoires de recherche de l'État de São Paulo au Brésil, et financée par la Fundação de Amparo à Pesquisa do Estado de São Paulo (FAPESP) (pt), fondation créée sous tutelle de l'enseignement supérieur pour développer la recherche scientifique. Les résultats ont été publiés en 2000 dans la revue Nature. Le nom de domaine www.xylella-fastidiosa.org, géré par l'université de Californie, fournit des informations pour chaque type de plante et offre un service d'analyse d'échantillon.
Le génome des souches M12 et M23 provoquant la brûlure des feuilles de l'amandier en Californie a été séquencé en 2010.
En 2014 (?), huit génomes de Xylella fastidiosa étaient disponibles, dont cinq génomes complets : outre ceux de la souche 9a5c et des souches M12 et M23, il s'agit de ceux des souches Temecula 1 et GB514 provoquant la maladie de Pierce, et trois ébauche de génomes : ceux de la souche ANN1 des lauriers roses et de la souche Dixon de l'amandier, ainsi que celui de la souche EB92-1 du sureau. Cette dernière infecte la vigne et y survit pendant de nombreuses années sans provoquer de symptômes, et constitue un agent de lutte biologique efficace contre la maladie de Pierce.
Le génome de la souche Mul-MD du mûrier, isolé en 2011 à partir des feuilles d'un mûrier présentant des symptômes de brûlure à Beltsville (Maryland), a également été ébauché en 2013.
Enfin le génome de la souche CoDiRo, responsable du dessèchement rapide de l'olivier, a été ébauché en 2015 par une équipe italienne.

### En France
En france, la recherche sur les souches de xyllela n'est autorisée que dans quelques serres de recherches de l'INRAe d'Angers, placées sous sécurité de niveau 2 pour éviter que la bactérie ne s'échappe.

### Interactions avec d'autres espèces
Il a été constaté au Brésil (en 2002) que les citronniers moins malades ou apparemment résistants, présentaient des feuilles colonisées par une autre bactérie : Curtobacterium flaccumfaciens (en), qui pourrait donc peut être freiner le développement de X. fastidiosa.

### N-Acétylcystéine efficace en laboratoire
La N-acétylcystéine a été testée pour ses propriétés anti-adhérentes de la bactérie dans le xylème de ses hôtes et se révèle relativement efficace en laboratoire, en hydroponie ou en fertigation. Ce « vieux médicament » utilisé en pneumologie humaine a été testé au Brésil,.

## Liste des souches, sous-espèces et non-classés
Selon NCBI (7 août 2014) :
- non-classé Xylella fastidiosa souche 32
- non-classé Xylella fastidiosa souche 6c
- non-classé Xylella fastidiosa souche 9a5c
- non-classé Xylella fastidiosa souche Dixon
- non-classé Xylella fastidiosa souche EB92.1
- non-classé Xylella fastidiosa souche M12
- non-classé Xylella fastidiosa souche M23
- non-classé Xylella fastidiosa souche Mul-MD
- non-classé Xylella fastidiosa souche MUL0034
- non-classé Xylella fastidiosa souche PLS229
- sous-espèce Xylella fastidiosa subsp. fastidiosa
  - sous-espèce Xylella fastidiosa subsp. fastidiosa DSM 10026
  - sous-espèce Xylella fastidiosa subsp. fastidiosa GB514
- sous-espèce Xylella fastidiosa subsp. multiplex
  - sous-espèce Xylella fastidiosa subsp. multiplex ATCC 35871
  - sous-espèce Xylella fastidiosa subsp. multiplex Griffin-1
- sous-espèce Xylella fastidiosa subsp. pauca
  - sous-espèce Xylella fastidiosa subsp. pauca souche 11399
- sous-espèce Xylella fastidiosa subsp. sandyi
  - sous-espèce Xylella fastidiosa subsp. sandyi Ann-1
- non-classé Xylella fastidiosa souche Temecula1